# Vågan
Vågan ist eine Kommune im norwegischen Fylke Nordland, die Teile der Inselgruppe Lofoten umfasst. Die Kommune hat 9871 Einwohner (Stand: 1. Januar 2025). Verwaltungssitz ist die Stadt Svolvær, die ein Zentrum für die Fischerei und den Tourismus in der Lofoten-Region darstellt.

## Geografie

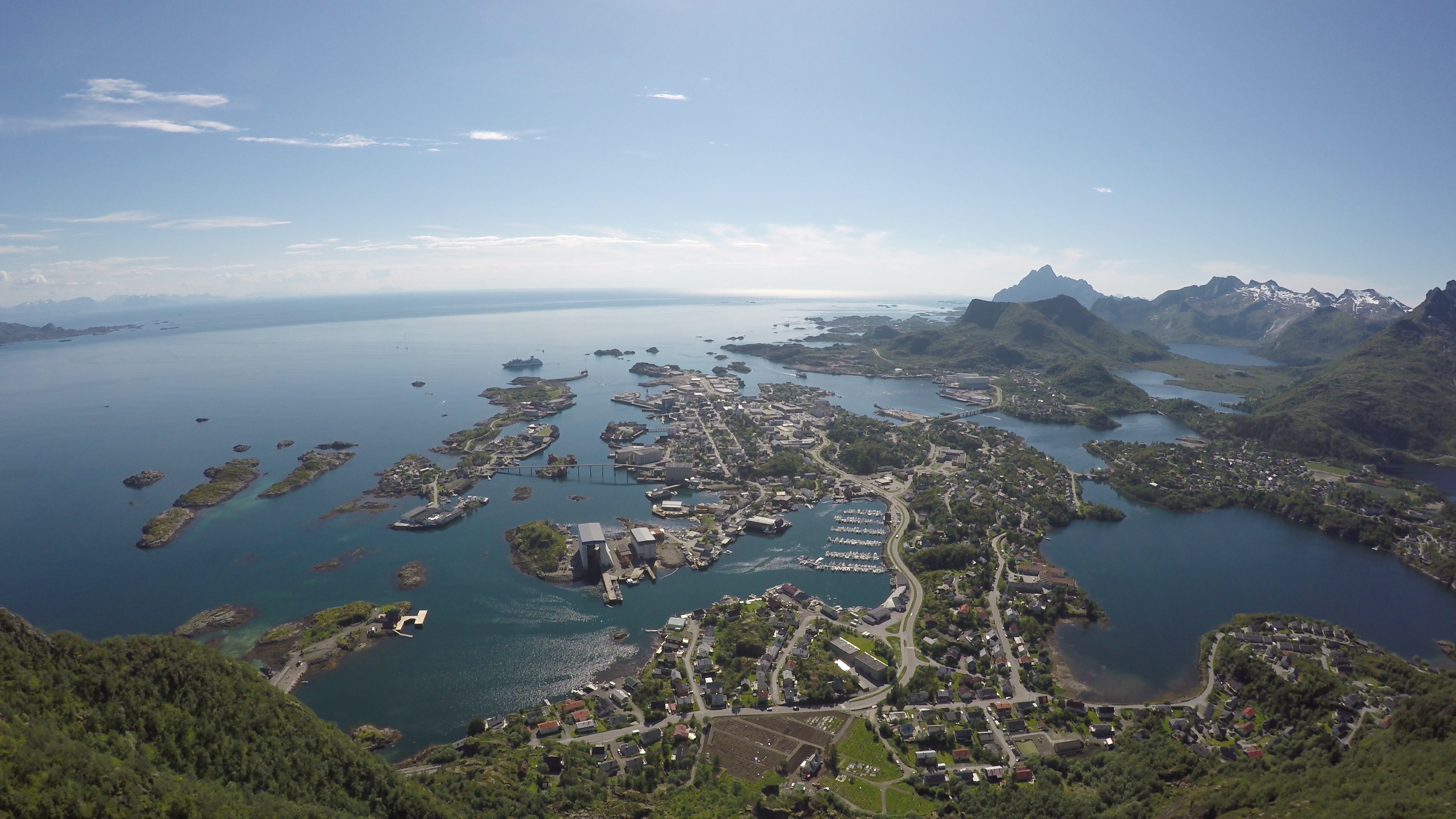
Blick auf Svolvær und die umgebenden Inseln

Die Kommune Vågan liegt über mehrere Lofoten-Inseln verteilt. Vågan umfasst den Südwesten der Austvågøya und die Südwestspitze der Hinnøya. Vollständig in die Kommune Vågan gehen die Inseln Gimsøya, Stormolla, Litlmolla, Skrova und Årsteinen sowie weitere kleinere Inseln ein. Insgesamt gehören 887 Inseln, Holme und Schären zur Kommune.
Auf der Austvågøya und auf der Hinnøya hat Vågan eine Landgrenze zur Kommune Hadsel und auf der Hinnøya zusätzlich eine Landgrenze zur Kommune Lødingen. Zudem bestehen mehrere im Meer verlaufende Grenzen. Im Südwesten grenzt Vågan an Vestvågøy und im Nordwesten an Bø. Im Vestfjorden, der die Lofoten-Inselkette vom weiter östlich gelegenen Festland trennt, grenzt Vågan an Hamarøy und Steigen.
In die größeren Inseln schneiden sich einige Fjorde ein und die Inseln sind untereinander durch schmalere Meeresengen getrennt. Auf der Austvågøya liegen mehrere Seen. Im Nordwesten der Kommune befinden sich größere Moorgebiete. Die Gesamtfläche der Kommune beträgt 479,18 km², wobei Binnengewässer zusammen 19,21 km² ausmachen. An der Küste findet sich auf mehreren Inseln der Kommune Sandstrand wieder. Abseits der Küste sind die größeren Inseln von Bergen geprägt. Die Erhebung Higravtindan auf der Nordgrenze zu Hadsel auf der Austvågøya stellt mit einer Höhe von 1146,88 moh. den höchsten Punkt der Kommune Vågan dar. Im Süden der Insel liegt der Berg Vågakallen.
Bedingt durch die Lage an der Küste liegt in Vågan ein Küstenklima mit kühlen Sommern und für die geographische Breite milden Wintern vor.

## Einwohner

### Entwicklung und Verteilung
Die meisten Einwohner der Kommune leben an der Südostküste der Austvågøya. Dort liegen sowohl die Stadt Svolvær als auch die Ortschaft Kabelvåg. Beide Orte sind Zuzugsziel von Einwohnern aus abgelegeneren Orten in der Kommune. Im Jahr 1946 hatte die heutige Kommune noch 10.625 Einwohner, eine Einwohnerzahl, die sich bis in die 1960er-Jahre weitgehend halten konnte. Durch den Rückgang des Fischfangs in der Region ging ab den 1960er-Jahren die Zahl der Einwohner stärker zurück. Bis ins Jahr 2008 sank die Einwohnerzahl auf 8933, bevor sie wieder anzusteigen begann.
| Jahr          | 1986 | 1990 | 1995 | 2000 | 2005 | 2010 | 2015 | 2020 | 2025 |
| ------------- | ---- | ---- | ---- | ---- | ---- | ---- | ---- | ---- | ---- |
| Einwohnerzahl | 9503 | 9353 | 9414 | 9229 | 9034 | 9023 | 9285 | 9608 | 9871 |

### Ortschaften
In der Gemeinde liegen mehrere sogenannte Tettsteder, also mehrere Ansiedlungen, die für statistische Zwecke als eine städtische Siedlung gewertet werden. Diese sind Kabelvåg mit 2322, Henningsvær mit 501 und Svolvær mit 4775 Einwohnern (Stand: 1. Januar 2024). Svolvær erhielt im Jahr 1997 durch einen Beschluss des Kommunalparlaments den Status als Stadt. Svolvær hatte bereits von 1918 bis 1964 den Status inne, als es eine eigenständige Stadtkommune war.

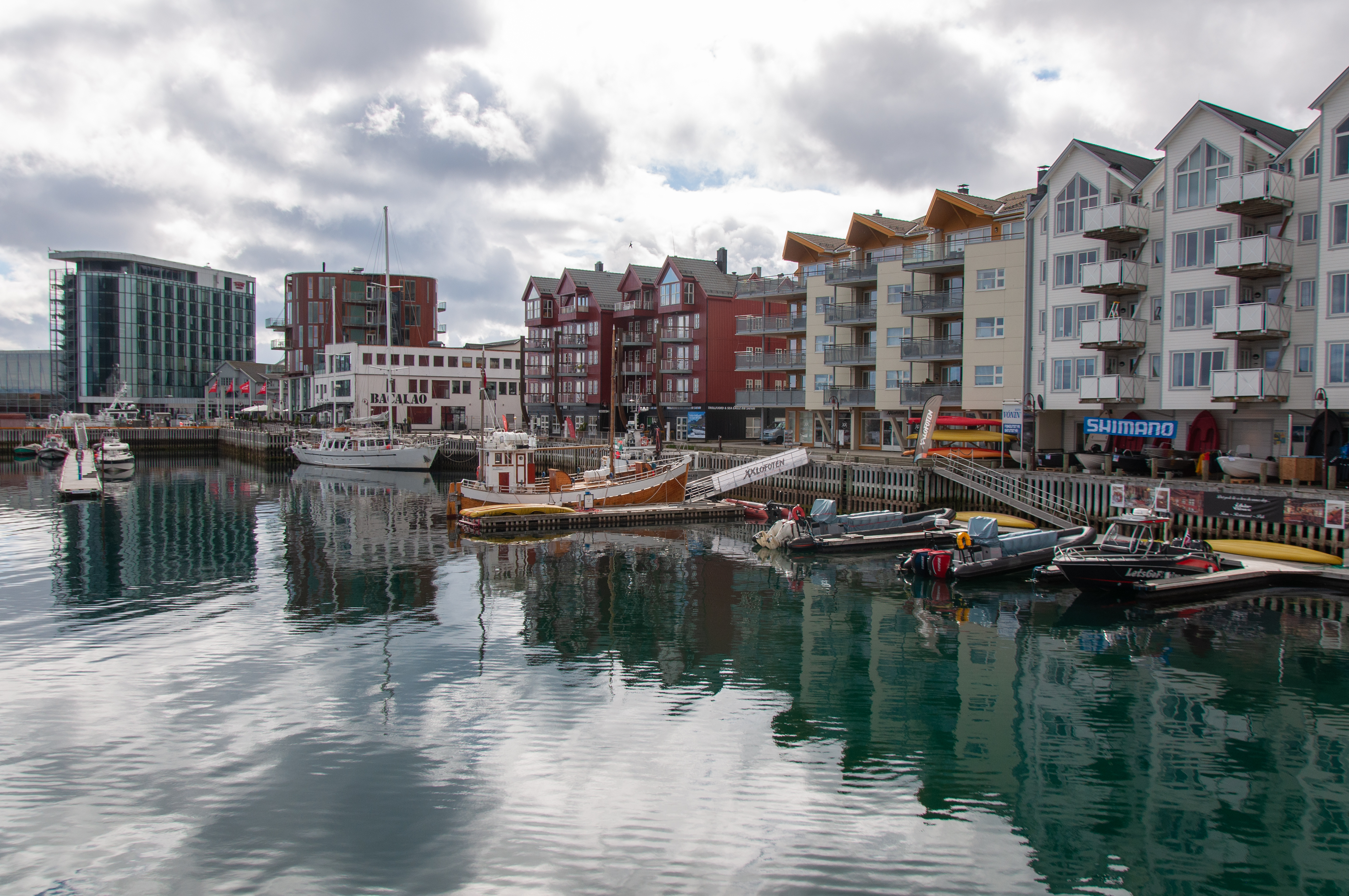
Blick auf Svolvær
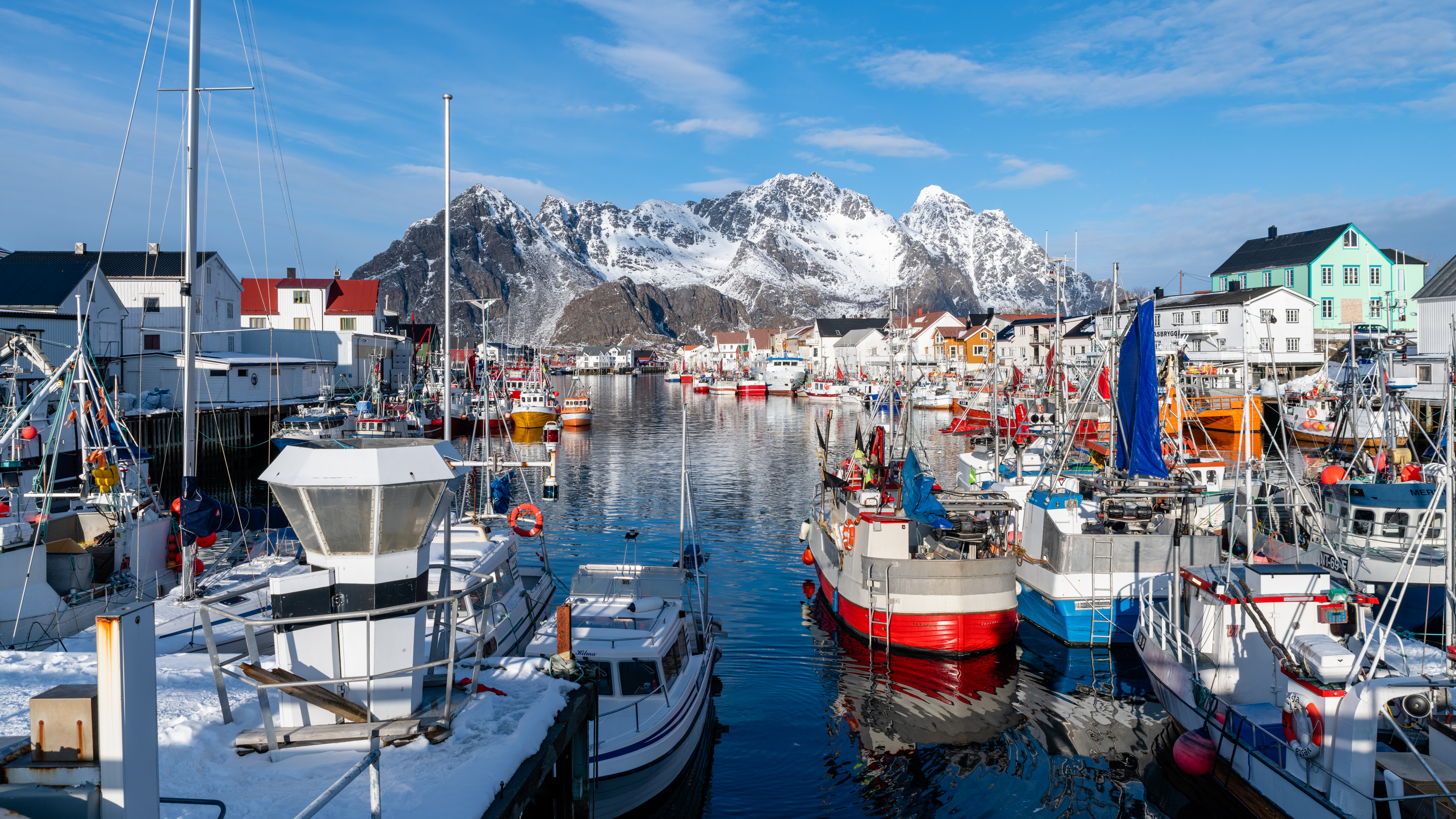
Blick auf Henningsvær
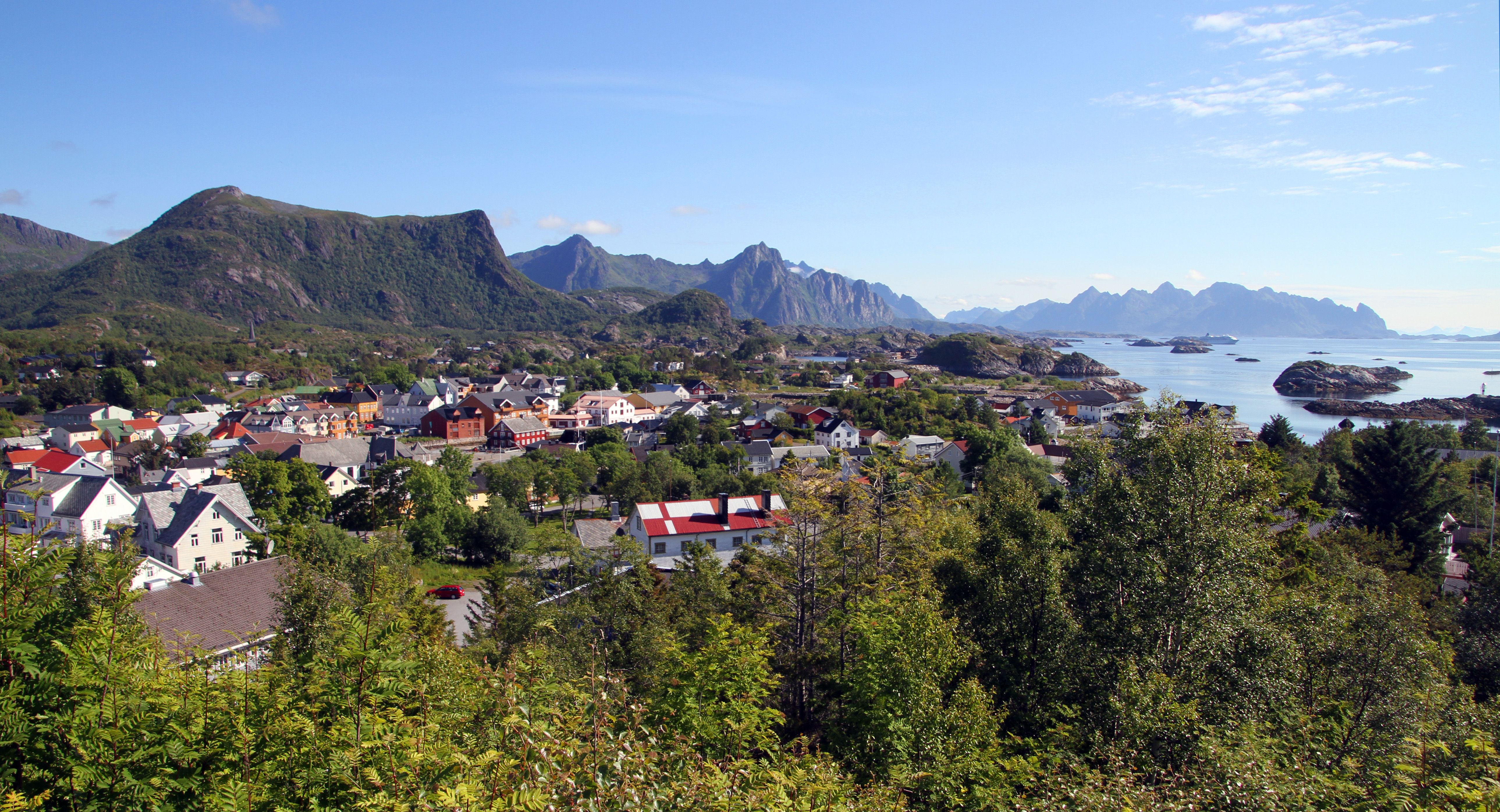
Blick auf Kabelvåg

## Geschichte und Kultur

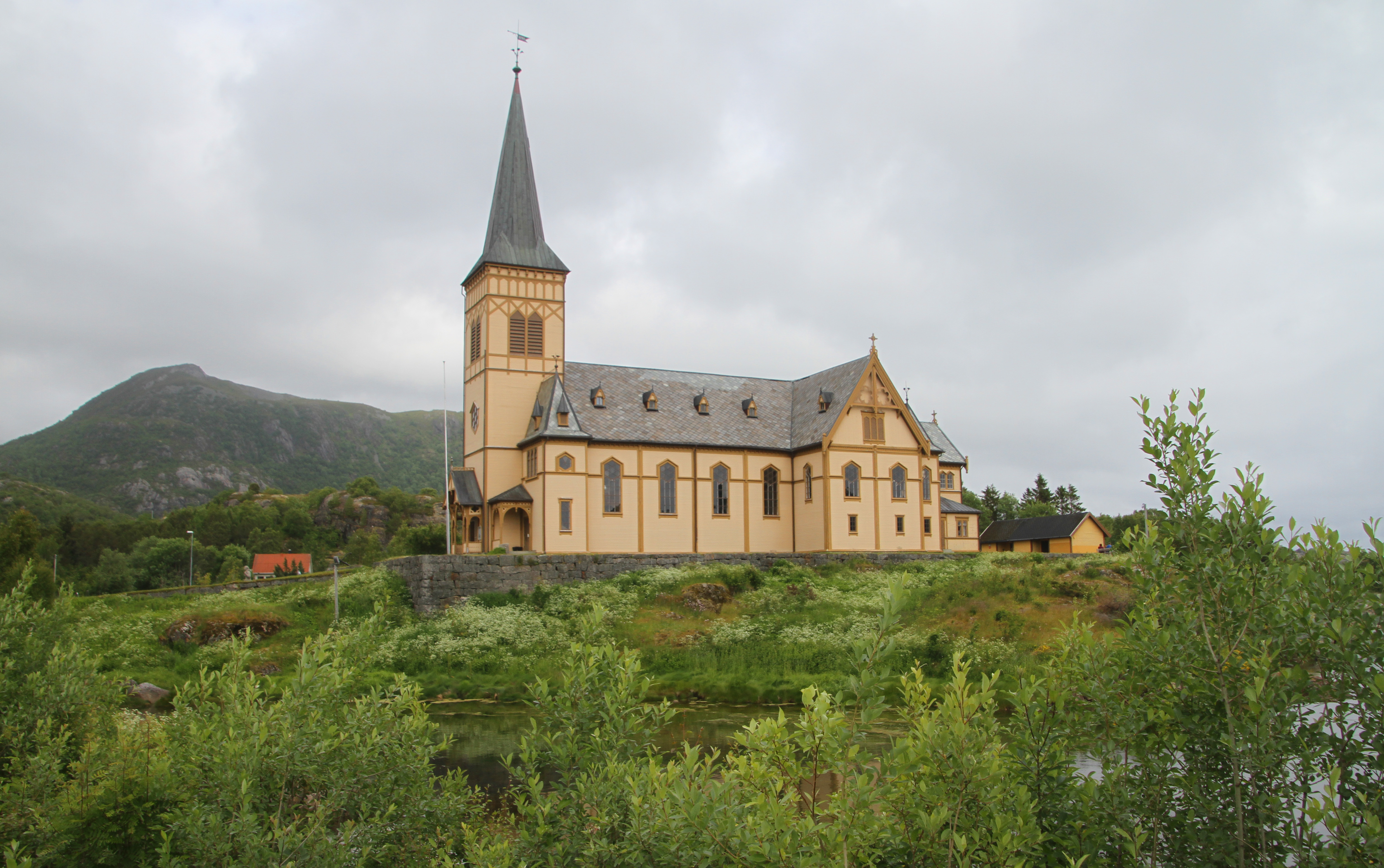
Die Vågan kirke

Die Kommune Vågan entstand im Rahmen der Einführung der lokalen Selbstverwaltung im Jahr 1837. Im Jahr 1856 wurde die Kommune Gimsøy mit 987 Einwohnern von Vågan abgespalten. Vågan verblieb mit 2667 Einwohnern. Zum 1. Juli 1918 ging Svolvær als eigenständige Stadtkommune aus Vågan hervor. Vågan hatte nach der Aufspaltung noch 3399 Einwohner, die neue Kommune Svolvær 2429 Einwohner. Zum 1. Januar 1964 wurden Svolvær und Gimsøy erneut nach Vågan eingegliedert. Svolvær brachte 3952, Gimsøy 1551 und Vågan 4820 Einwohner in die neue Kommune Vågan ein.
In Vågan liegen mehrere Kirchen. Die Vågan kirke in Kabelvåg ist eine Holzkirche aus dem Jahr 1898. Sie hat einen kreuzförmigen Grundriss und rund 1200 Sitzplätze. Sie ist die größte Kirche in Nordnorwegen und wird auch Lofotkatedralen (deutsch Lofoten-Kathedrale) genannt. In Svolvær steht die Svolvær kirke. Die Kirche wurde 1934 fertiggestellt. Die Gimsøy kirke stammt aus dem Jahr 1876. Weitere Kirchen sind die Henningsvær kirke aus dem Jahr 1974, die Digermulen kirke aus dem Jahr 1951 mit einem achteckigen Grundriss und die 1938 fertiggestellte Holzkirche Strandlandet kirke.
In Hennigsvær befindet sich die Kunstgalerie Galleri Lofoten. In Kabelvåg befindet sich das Aquarium Lofotakvariet und mit dem Lofotmuseet eine Abteilung des Museum Nord.

## Wirtschaft und Infrastruktur

### Verkehr
Die Europastraße 10 (E10) bindet die Kommune an das Festland an. Im Westen führt die E10 von der Vestvågøya über eine Brücke auf die Gimsøya. Auf der Gimsøya verläuft die E10 entlang der Südküste und über die Gimsøystraumbrua weiter auf die Austvågøya. Auf der Austvågøya führt die Straße von der West- an die Ostküste und entlang der Ostküste in den Norden, in die Nachbarkommune Hadsel. Von der E10 zweigen in der Kommune mehrere Straßen ab, unter anderem führt der Fylkesvei 816 im Süden der Austvågøya von der E10 nach Henningsvær. Der Hafen von Svolvær wird von der Schiffslinie Hurtigruten angelaufen. Im Sommer führt eine Fährverbindung von Svolvær aus auf das Festland. Östlich von Svolvær befindet sich der Flughafen Svolvær, Helle.

### Wirtschaft
Für die Lokalwirtschaft bildet die Fischerei die traditionelle Basis. Die jährlich im Winter stattfindende Lofotfischerei wird aus der Stadt Svolvær heraus gesteuert. Das größte Fischerdorf ist Henningsvær. In Vågan werden einige Fischzuchtanlagen betrieben. Die Bedeutung der Fischerei ist jedoch rückläufig und die Fänge gingen mit der Zeit zurück. Viele Arbeitsplätze der Kommune sind heute in der Industrie und im Dienstleistungssektor verankert. Die weitgehend auf der Fischerei basierenden Industriezweige sind in Vågan am stärksten vertreten. Dazu gehört die Lebensmittelindustrie und der Maschinenbau. Landwirtschaft wird in Vågan meistens in Kombination mit anderen Tätigkeiten betrieben. Von Bedeutung ist auch der Tourismus, wobei Svolvær einen Ausgangspunkt für Touristen in der gesamten Lofoten-Region darstellt. In der Kommune befinden sich vier kleinere Wasserkraftwerke in Betrieb. Das größte ist das Kraftwerk Kongsmarka, das seinen Betrieb im Jahr 1920 aufnahm. In den Jahren 1991 bis 2020 hatte es eine mittlere Jahresproduktion von 9,8 GWh.
Im Jahr 2021 arbeiteten von rund 5040 Arbeitstätigen etwa 4360 in Vågan selbst. Rund 140 Personen pendelten in die Nachbarkommune Vestvågøy und jeweils über 50 Personen nach Bodø, Oslo und Tromsø.

## Name und Wappen
Das seit 1973 offizielle Wappen der Kommune zeigt einen silbernen Kabeljau auf blauem Hintergrund. Der Name der Kommune leitet sich vom altnordischen Namen Vágar ab, der die Pluralform des Wortes våg (deutsch Fjordbucht) ist. Der Name bezieht sich auf die vielen Buchten bei der Kirche von Vågan.
Die Einwohner der Gemeinde werden Vågaværing genannt. Vågan hat wie viele andere Kommunen der Provinz Nordland weder Nynorsk noch Bokmål als offizielle Sprachform, sondern ist in dieser Frage neutral.

## Persönlichkeiten
- Poul Egede (1708–1789), dänisch-norwegischer Grönland-Missionar, Sprachwissenschaftler und Übersetzer
- Ole Juul (1852–1927), Landschafts- und Marinemaler und Fotograf
- Gunnar Berg (1863–1893), Maler
- Charles Arentz (1878–1939), Segler
- Gisken Wildenvey (1892–1985), Schriftstellerin
- Stein Rokkan (1921–1979), Soziologe
- Anna Louise Beer (1924–2010), Juristin, Frauenrechtlerin und Politikerin
- Ellen Einan (1931–2013), Dichterin und Illustratorin
- Thor Listau (1938–2014), Politiker
- Terje Hanssen (* 1948), Biathlet
- Kari Bremnes (* 1956), Sängerin und Liedermacherin
- Maria Strømme (* 1970), Physikerin
- Sondre Justad (* 1990), Sänger
- Mathias Normann (* 1996), Fußballspieler